# Droit à l'honneur
Le droit à l'honneur est le droit de chacun de faire respecter son honneur. 

## Droit civil par pays

### Droit canadien

#### Droit québécois
En droit québécois, le droit à l'honneur est prévu à l'article 4 de la Charte des droits et libertés de la personne. Dans cette disposition, il est associé au droit à la réputation et au droit à la sauvegarde de la dignité.
D'après le juge Yves-Marie Morissette dans l'arrêt Calego International inc. c. Commission des droits de la personne et des droits de la jeunesse , le droit à l'honneur n'est pas identique aux droits à la réputation et à la dignité, car il inclut « l’idée d’un regard porté par un tiers sur la personne qui se prétend victime de l’atteinte ». Le droit à la sauvegarde de la dignité implique plutôt « la protection contre la négation de sa valeur en tant qu’être humain ».

### Droit français
Pour P. Kayser, le droit à l'honneur est un « faux droit de la personnalité », qui ne peut recevoir le qualificatif de droit subjectif et qui est seulement un intérêt légitime juridiquement protégé (notamment par une action en réparation du dommage causé).

## Droit pénal par pays
Le statut du droit à l'honneur en droit pénal dépend du niveau d'intégration entre le droit civil et le droit pénal. Dans les pays où il y a davantage d'intégration entre les deux systèmes (par ex. la Belgique, où le pénal tient le civil en état), ce droit peut avoir un sens dans la justice pénale, tandis que dans les pays où les deux systèmes sont nettement séparés (par ex. le Canada), le droit à l'honneur peut être entièrement non pertinent sur le plan pénal.

### Belgique
En Belgique, les « atteintes portées à l'honneur » sont prévues dans le Chapitre V du Code pénal, articles 443 à 453-bis. Quelqu'un « est coupable de calomnie lorsque la loi n'admet pas la preuve du fait imputé, et de diffamation lorsque la loi admet cette preuve » (article 443). La peine est d'emprisonnement de huit jours à un an et en plus d'une amende (article 444). La dénonciation calomnieuse est punie avec un emprisonnement de quinze jours à six mois et une amende (article 445).

### Canada
Le droit à l'honneur n'a aucune application en droit pénal canadien. À cet égard, il faut le distinguer des moyens de défense de légitime défense et de provocation.

#### Distinction avec la légitime défense
Il importe de faire la distinction entre le droit à l'honneur et le moyen de défense de légitime défense en droit pénal, qui n'intervient que lorsqu'une personne est victime de l'emploi de la force, de menaces d'emploi de la force ou d'atteintes illégales à ses biens et que la victime agit raisonnablement dans les circonstances. Par conséquent, si un individu est simplement victime d'insultes qui portent atteinte à son honneur ou à l'honneur d'un de ses proches, il ne peut faire valoir son droit à l'honneur que devant les tribunaux civils et il n'a pas le droit de faire usage de la violence pour se défendre.

#### Distinction avec la défense de provocation
Dans les systèmes pénaux de common law, la défense de provocation permet uniquement de faire réduire une accusation de meurtre vers une accusation d'homicide involontaire coupable lorsqu'un individu perd la maîtrise de soi-même à la suite d'un accès de colère extrême. Elle ne peut pas simplement servir à défendre l'honneur d'un individu insulté, même lorsque celui-plaide qu'il a des notions larges de l'honneur issues d'une culture différente. En outre, un grand accès de colère à lui seul n'est pas un moyen de défense autonome, il faut que toutes les conditions de la défense de provocation soient réunies.